# Rimas Álvarez Kairelis
Rimas Esteban Álvarez Kairelis (Quilmes, 22 luglio 1974) è un ex rugbista a 15 argentino militante nel Perpignano giocava nel ruolo di seconda linea o flanker.

## Biografia
Di origini ispano-lituane, Álvarez Kairelis vanta doppia cittadinanza, quella lituana appunto, oltre a quella argentina.
Cresciuto nel Pucarà, club nel quale militò da dilettante dal 1992 al 2001, in tale anno divenne professionista venendo ingaggiato dal Perpignano, in Francia.
Con il club franco-catalano Álvarez Kairelis giunse in finale di Heineken Cup 2002/03 e del Top 14 nel 2004; nel 2009 si è aggiudicato il titolo nazionale.
Con la maglia dell'Argentina esordì nel 1998 ad Asunción contro il Paraguay nel corso del campionato Sudamericano; dopo le tre partite del torneo la successiva convocazione giunse a tre anni di distanza, nel 2001; due anni più tardi partecipò alla Coppa del Mondo di rugby 2003 in Australia e, tra il 2006 e il 2007 fu in campo in alcune vittorie di spessore contro Galles, Irlanda e Italia.
Prese poi parte alla Coppa del Mondo di rugby 2007 in Francia, nel corso della quale l'Argentina si classificò terza assoluta.

## Palmarès
- Campionati sudamericani: 1
Argentina: 1998
- Campionati francesi: 1
Perpignano: 2008-09